# Juegos Ecuestres Mundiales de 2006
Los V Juegos Ecuestres Mundiales se celebraron en Aquisgrán (Alemania) entre el 20 de agosto y el 3 de septiembre de 2006, bajo la organización de la Federación Ecuestre Internacional (FEI) y la Unión Hípica Alemana.
Las competiciones se efectuaron en el Estadio Hípico de Aquisgrán; las pruebas de raid y de campo fueron realizadas a través en un circuito por los bosques y campos colindantes de la ciudad, que pasó por la frontera de Alemania con Bélgica y con los Países Bajos, adentrándose por estos dos últimos países.
El campeonato contó con la asistencia de 860 jinetes de 61 países afiliados a la FEI, que participaron en 7 deportes ecuestres: doma, concurso completo, salto de obstáculos, raid o carrera de larga distancia, volteo, enganches y doma vaquera; 16 pruebas fueron disputadas en total.

## Calendario
| ● | Ceremonia de apertura | ● | Preliminares |  | Finales | ● | Ceremonia de clausura |

| Ago./sept. de 2006  | 20 Dom | 21 Lun | 22 Mar | 23 Mié | 24 Jue | 25 Vie | 26 Sáb | 27 Dom | 28 Lun | 29 Mar | 30 Mié | 31 Jue | 01 Vie | 02 Sáb | 03 Dom | Finales por deporte |
| ------------------- | ------ | ------ | ------ | ------ | ------ | ------ | ------ | ------ | ------ | ------ | ------ | ------ | ------ | ------ | ------ | ------------------- |
| Ceremonias          | ●      |        |        |        |        |        |        |        |        |        |        |        |        |        | ●      | –                   |
| Doma                |        |        | ●      | 1      |        | 1      | 1      |        |        |        |        |        |        |        |        | 3                   |
| Concurso completo   |        |        |        |        | ●      | ●      | ●      | 2      |        |        |        |        |        |        |        | 2                   |
| Saltos de obstáculo |        |        |        |        |        |        |        |        |        | ●      | ●      | 1      |        | ●      | 1      | 2                   |
| Raid                |        | 2      |        |        |        |        |        |        |        |        |        |        |        |        |        | 2                   |
| Volteo              |        |        |        |        | ●      | ●      | ●      | 3      |        |        |        |        |        |        |        | 3                   |
| Enganches           |        |        |        |        |        |        |        |        |        |        | ●      | ●      | ●      | 2      |        | 2                   |
| Doma vaquera        |        |        |        |        |        |        |        |        |        |        |        |        | 1      |        | 1      | 2                   |
| Finales por día     | –      | 2      | –      | 1      | –      | 1      | 1      | 5      | –      | –      | –      | 1      | 1      | 2      | 2      | 16                  |

## Medallistas
| Evento                                  | Oro | Plata | Bronce |
| --------------------------------------- | --- | --- | --- |
| Doma clásica individual (25.08)         | Isabell Werth · (Satchmo) · Alemania · 79,480 pts. | Anky van Grunsven · (Keltec Salinero) · Países Bajos · 77,800 pts. | Andreas Helgstrand (Blue Hors Matine) Dinamarca 76,560 pts. |
| Doma estilo libre individual (26.08)    | Anky van Grunsven · (Keltec Salinero) · Países Bajos · 86,100 | Andreas Helgstrand (Blue Hors Matine) Dinamarca 81,500 | Isabell Werth · (Satchmo) · Alemania · 80,750 |
| Doma por equipos (23.08)                | Hubertus Schmidt · (Wansuela Suerte) · Heike Kemmer · (Bonaparte) · Nadine Capellmann · (Elvis Va) · Isabell Werth · (Satchmo) · Alemania · 223,625                         | Laurens van Lieren · (Hexagon’s Ollright) · Imke Schellekens · (Sunrise) · Anky van Grunsven · (Keltec Salinero) · Edward Gal · (Securicor Lingh) · Países Bajos · 217,917 | Leslie Morse (Tip Top 962) Guenter Seidel (Aragon) Steffen Peters (Floriano) Debbie McDonald (Brentina) Estados Unidos 213,917                                   |
| Salto de obstáculos individual (03.09)  | Jos Lansink · (Cavalor Cumano) · Bélgica · 0,0 | Elizabeth Madden (Authentic) Estados Unidos 4,0 + 43,74 s | Meredith Michaels-Beerbaum · (Shutterfly) · Alemania · 4,0 + 45,40 s                                                                                             |
| Salto de obstáculos por equipos (31.08) | Piet Raijmakers · (Van Schijndel’s Curtis) · Jeroen Dubbeldam · (BMC Up And Down) · Albert Zoer · (Okidoki) · Gerco Schröder · (Eurocommerce Berlin) · Países Bajos · 11,01 | Margie Goldstein-Engle (Quervo Gold) Laura Kraut (Miss Independent) McLain Ward (Sapphire) Elizabeth Madden (Authentic) Estados Unidos 18,85                               | Ludger Beerbaum · (L’Espoir) · Christian Ahlmann · (Cöster) · Meredith Michaels-Beerbaum · (Shutterfly) · Marcus Ehning · (Noltes Küchengirl) · Alemania · 19,16 |
| Concurso completo individual (27.08)    | Zara Phillips (Toy Town) Reino Unido 46,70 | Clayton Fredericks (Ben Along Time) Australia 48,80 | Amy Tryon (Poggio) Estados Unidos 50,70 |
| Concurso completo por equipos (27.08)   | Frank Ostholt · (Air Jordan 2) · Hinrich Romeike · (Marius Voigt) · Bettina Hoy · (Ringwood Cockatoo) · Ingrid Klimke · (Sleep Late) · Alemania · 156,0                     | Zara Phillips (Toy Town) Katherine Dick (Spring Along) William Fox-Pitt (Tamarillo) Mary King (Call Again Cavalier) Reino Unido 180,0                                      | Clayton Fredericks (Ben Along Time) Megan Jones (Kirby Park Irish) Andrew Hoy (Master Monarch) Sonja Johnson (Ringwould Jaguar) Australia 197,30                 |
| Enganches individual (02.09)            | Felix-Marie Brasseur · (Odoroso, Orpheu, Quijote, Tulipa) · Bélgica · 146,37                                                                                                | IJsbrand Chardon · (Argus, Camacho, Kelvin, Zidane) · Países Bajos · 149,18                                                                                                | Christoph Sandmann · (Dicky 7, Dinard 6, Gerlof, Haut Marnais) · Alemania · 154,17                                                                               |
| Enganches por equipos (02.09)           | Rainer Duen · Michael Freund · Christoph Sandmann · Alemania · 311,84 | Felix-Marie Brasseur · Geert de Brauwer · Gert Schrijvers · Bélgica · 316,55                                                                                               | IJsbrand Chardon · Koos de Ronde · Theo Timmerman · Países Bajos · 319,32                                                                                        |
| Doma vaquera individual (03.09)         | Duane Latimer · (Hang Ten Surprize) · Canadá · 230,0 · (228,0) | Tim McQuay (Mister Nicadual) Estados Unidos 230,0 (226,0) | Aaron Ralston (Smart Paul Olena) Estados Unidos 227,5 |
| Doma vaquera por equipos (01.09)        | Dell Hendricks (Starbucks Sidekick) Tim McQuay (Mister Nicadual) Matt Mills (Easy Otie Whiz) Aaron Ralston (Smart Paul Olena) Estados Unidos 665,0                          | Luke Gagnon · (Lil Santana) · François Gautier · (Snow Gun) · Lance Griffin · (Whiz N Tag Chex) · Duane Latimer · (Hang Ten Surprize) · Canadá · 664,0                     | Dario Carmignani · (Skeets Dun) · Adriano Meacci · (Docs Tivio) · Christian Perez · (Dualin For Me) · Marco Ricotta · (Peppy Secolo) · Italia · 656,0            |
| Volteo individual masculino (27.08)     | Kai Vorberg · (Picasso 202) · Alemania · 8,524 | Gero Meyer · (Arador 2) · Alemania · 8,161 | Ladislav Majdlen · (Catalin III-73) · Eslovaquia · 8,150 |
| Volteo individual femenino (27.08)      | Megan Benjamin (Leonardo) Estados Unidos 8,421 | Katharina Faltin · (Pitucelli) · Austria · 8,311 | Nicola Ströh · (Lanson 16) · Alemania · 8,110 |
| Volteo por equipos (27.08)              | Alemania · (Cepin) · 8,191 | Estados Unidos (Grand Gaudino) 8,161 | Austria · (Libretto) · 8,152 |
| Raid individual (21.08)                 | Miquel Vila Ubach · (Hungares) · España · 9:12:27 | Virginie Atger (Kangoo d'Aurabelle) Francia 9:16:13 | Elodie Le Labourier (Sangho Limousian) Francia 9:16:14 |
| Raid por equipos (21.08)                | Virginie Atger (Kangoo d'Aurebelle) Philippe Benoît (Akim du Boulve) Pascale Dietsch (Hifrane du Bathas) Francia 28:11:27                                                   | Anna Lena Wagner · (Tessa IV) · Nora Wagner · (Temir) · Urs Wenger · (Zialka) · Suiza · 29:57:01                                                                           | Ana Teresa Barbas (Piperino) Ana Margarida Costa (Gozlane du Somail) João Raposo (Sultão) Portugal 30:38:32                                                      |

## Medallero
| Núm. | País           | Oro | Plata | Bronce | Total |
| ---- | -------------- | --- | ----- | ------ | ----- |
| 1    | Alemania       | 6   | 1     | 5      | 12    |
| 2    | Estados Unidos | 2   | 4     | 3      | 9     |
| 3    | Países Bajos   | 2   | 3     | 1      | 6     |
| 4    | Bélgica        | 2   | 1     | 0      | 3     |
| 5    | Francia        | 1   | 1     | 1      | 3     |
| 6    | Canadá         | 1   | 1     | 0      | 2     |
| 6    | Reino Unido    | 1   | 1     | 0      | 2     |
| 8    | España         | 1   | 0     | 0      | 1     |
| 9    | Australia      | 0   | 1     | 1      | 2     |
| 9    | Austria        | 0   | 1     | 1      | 2     |
| 9    | Dinamarca      | 0   | 1     | 1      | 2     |
| 12   | Suiza          | 0   | 1     | 0      | 1     |
| 13   | Eslovaquia     | 0   | 0     | 1      | 1     |
| 13   | Italia         | 0   | 0     | 1      | 1     |
| 13   | Portugal       | 0   | 0     | 1      | 1     |
|      | TOTAL          | 16  | 16    | 16     | 48    |